# Alectrosaurus
Alectrosaurus („alleinstehende Echse“) ist eine Gattung der Tyrannosaurier (Tyrannosauroidea) aus der Oberkreide Zentralasiens. Schätzungen gehen von einer Länge von etwa 5 Metern und eine Höhe von 2,50 Metern aus.

## Fundgeschichte
Charles W. Gilmore (1874–1945) veröffentlichte 1933 die wissenschaftliche Erstbeschreibung von Alectrosaurus anhand von fossilen Überresten aus der Iren-Dabasu-Formation in der nordchinesischen autonomen Region Innere Mongolei. Da die Knochen von Alectrosaurus am Fundort zusammen mit den Armknochen eines weiteren Dinosauriers gefunden wurden, erfolgte eine falsche Rekonstruktion des Tyrannosauriers mit ungewöhnlich langen Armen. Die Armknochen wurden später als die eines Vertreters der Therizinosauroidea (Segnosauria) erkannt.